# Јаревац (језеро)
Јаревац је вештачко језеро које се налази на планини Тари а настало је изградњом бране. Поред језера је уређен излетнички простор. У језеру Јаревац живи ретка врста рибе, пијор или гагица, која обично настањује бистре планинске потоке.Отока језера је река Рача, која се улива у реку Дрину.